# 小亞布倫卡
51°13′26″N 25°29′18″E / 51.22389°N 25.48833°E
小亞布倫卡（烏克蘭語：Мала Яблунька）是烏克蘭西部的村莊，隸屬沃倫州的卡明-卡希爾斯基區。該村始建於1984年，面積0.26平方公里，海拔高度182米，2001年人口153，人口密度每平方公里588.46人。